# مدينة السلطان قابوس
مدينة السلطان قابوس هي منطقة سكينة راقية في إحدى ضواحي مسقط، عاصمة سلطنة عمان. افتتحها جلالة السلطان قابوس يوم 18 نوفمبر 1973. تقع في مركز المحافظة وتتبع إداريًا العاصمة مسقط. اختيار موقعها الاستراتيجي المتوسط لكبرى ضواحي المحافظة جعلها من ضواحي مسقط السياحة والتجارية الأهم مثل: الخوير والقرم فضلًا عن مسافة لا تتجاوز 6 كم فقط من ساحل البحر، جنبًا إلى جنب مع ارتباطه بكل أحياء المدينة عبر شبكة من الطرق والمحاور السريعة الأحدث والأبرز في السلطنة.
تحتوي مدينة قابوس على أحد أقدم مراكز التسوق في المدينة، وعلى مدرسة نموذجية، وحديقة كبيرة. كانت مدينة قابوس واحدة من أغلى المناطق السكنية في مسقط، وقد ساهم الاستثمارفي القطاعات المختلفة وخاصة سوق العقارات بالانتعاش والنمو وأضحت معه عقارات المدينة واحدة من الأعلى طلبًا والأعلى إنتاجية.

## معرض صور

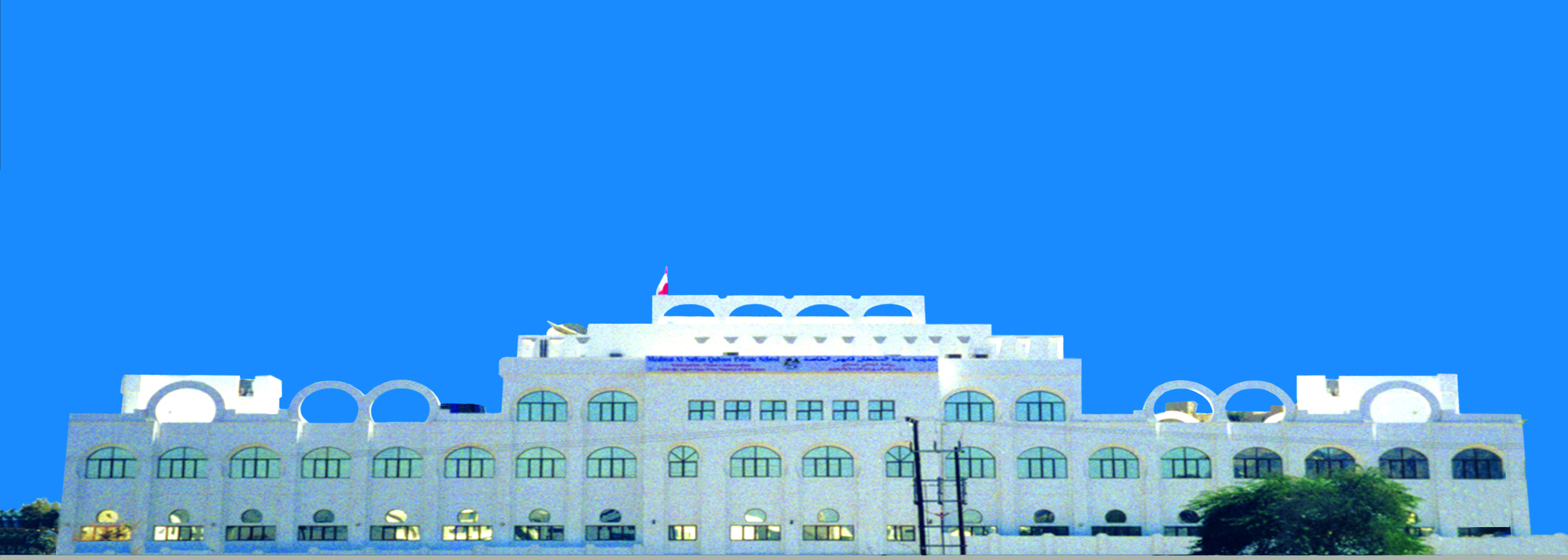
مدرسة في مدينة السلطان قابوس